# SUNMALL LIVE ON RADIO
『SUNMALL LIVE ON RADIO』（サンモール ライブ オン レディオ）は、広島FM (HFM) で毎週土曜日の18:00-18:55に放送されていたラジオ番組である。2003年6月スタート、2013年9月28日放送終了。広島市中区紙屋町サンモール5階YYYスタジオからゲストを迎えて月2回の公開収録を行い、その模様とサンモールのお知らせなどを織り込んで放送していた。
放送期間中、サンモール館内にはこの番組や公開収録の宣伝広告がエスカレーターやエレベーターなどに張り出されていた他、1階のエレベーターの扉にはラッピング広告が施されていた。

## 概要
2003年6月～2008年3月
- サンモール5階YYYスタジオからの公開生放送。放送時間中はサンモールの館内で放送が流れていた。
- 基本的には公開生放送だが、年末年始やゲストによっては公開録音を行い、後日その内容がオンエアされる場合があった（かつてGackt、HYなどがゲストのときはこのスタイルだった）。
- 毎回ゲストミュージシャンを迎えてのライブとトークがメインである。3ヵ月おきに変わる番組準レギュラーアーティストがいて、毎月1回ゲスト出演をする他、毎週何らかの形で出演していた。

2008年4月～2013年9月
- 2008年4月よりYYYスタジオで月2回の公開収録を行い、その模様とサンモールのお知らせなどを交えた放送となった。なお、放送時間は変わりないが、この時間はHFMスタジオから放送していた。

## 放送時間
- 19:00-19:55（2003年6月 - 2004年3月）
- 18:00-18:55（2004年4月 - 2013年9月）

## パーソナリティ
- 金盛つかさ（2003年6月 - 2005年3月）
- 宮平夏海（2005年4月 - 2007年3月）
- 渡部裕之（2003年6月 - 2013年9月）

## 準レギュラーアーティスト
2008年3月までは毎回準レギュラーアーティストが何らかの形で登場していた。準レギュラー期間中は公開生放送にも数回登場していた。

### 過去の準レギュラーアーティスト
- 堂島孝平（2003年6月 - 8月）
- コブクロ（2003年9月 - 11月）
- CHARCOAL FILTER（2003年12月 - 2004年3月）
- 光永亮太（2004年4月 - 6月）
- ジャパハリネット（2004年7月 - 9月）
- BENNIE K（2004年10月 - 12月）
- スムルース（2005年1月 - 3月）
- サスケ（2005年4月 - 6月）
- 風味堂（2005年7月 - 9月）
- bonobos（2005年10月 - 12月）
- SOFFet（2006年1月 - 3月）
- 奥華子（2006年4月 - 6月）
- SEAMO（2006年7月 - 9月）
- 絢香（2006年10月 - 12月）
- FUNKY MONKEY BABYS（2007年1月 - 3月）
- サクラメリーメン（2007年4月 - 6月）
- redballoon（2007年7月 - 9月）
- シュノーケル（2007年10月 - 12月）
- Metis（2008年1月 - 3月）